# シャミッソー賞
シャミッソー賞（シャミッソーしょう、英: Chamisso Prize）は、ドイツの文学賞。
正式名称は、アーデルベルト・フォン・シャミッソー賞 (独: Adelbert-von-Chamisso-Preis) であるが、一般的にはシャミッソー賞もしくはシャミッソー文学賞と呼ばれる。
フランス・シャンパーニュに生まれながら、ドイツに亡命した経験があり、その2国で活躍した、詩人、植物学者のアーデルベルト・フォン・シャミッソーにちなんで、1985年にボッシュ基金 (en:Robert Bosch Stiftung) をもとに創設され、毎年、シャミッソー賞および奨励賞、場合によっては、栄誉賞の授賞が行われた。この賞は、2017年に終了している。
ドイツ語を母語としないにもかかわらず、ドイツ語で文学活動を行っている作家が選考の対象とされる。この賞を受けた作品については、かつては、移住文学もしくはゲストワーカー文学などと呼ばれたこともあったが、次第に、現代のドイツ文学のジャンルの1つになっていった。開催期間中、20以上の国の78人の作家に対して賞が授与された。
第1回シャミッソー賞の受賞者は、トルコ出身のアーラス・エーレン (de:Aras Ören)、奨励賞がシリア・ダマスカス出身のラフィク・シャミである。日本出身の作家では、1982年からドイツに在住している多和田葉子が1996年に受賞している。